# Clan Shiba
Le clan Shiba (斯波氏, Shiba-shi) était un clan japonais qui prétendait descendre du clan Minamoto de l'époque de Heian et qui possédait de l'influence et des territoires dans les provinces d'Echizen et d'Owari dont ils étaient les gouverneurs durant l'époque Sengoku. Ils furent cependant incapables d'assurer la transition Sengoku-daimyo et perdirent Echizen au profit du clan Asakura pour cette raison dans les années 1470, au début de l'époque Sengoku. La perte de succession fut officialisée par Toshikage Asakura qui usurpa leur pouvoir. En 1550, les Shiba étaient représentés par Shiba Yoshimune de la province d'Owari, une figure de proue derrière laquelle gouvernait la branche Iwakura du clan Oda. Son domaine était le château de Kiyosu. Le clan disparut quand Yoshimune fut tué par Oda Nobutomo en 1554,,.